# Kraftwerk Whakamaru
Das Kraftwerk Whakamaru (Whakamaru Power Station) ist ein Laufwasserkraftwerk auf der Nordinsel von Neuseeland.

## Namensherkunft
„Whakamaru“ setzt sich in der Sprache der Māori aus den Wörtern „whaka“ und „maru“ zusammen und bedeutet buchstäblich so viel wie „Schutz geben“ oder „zu schützen“.

## Geographie
Die Whakamaru Power Station ist das vierte Kraftwerk in einer Kette von insgesamt acht Wasserkraftwerken des Waikato River. Das Kraftwerk befinde sich 22 km südsüdwestlich der Stadt Tokoroa und ist vom 250 m nordöstlich verlaufenden New Zealand State Highway 30 aus zu erreichen.

## Geschichte
Die Arbeiten an dem Staudamm begannen im Jahr 1949, doch bevor sie eigentlichen Dammbauarbeiten beginnen konnten, wurde zunächst ein 31 m tiefer und 7 m breiter Kanal über eine Länge von 259 m fertig gestellt, der das Wasser des Waikato River von der eigentlichen Baustelle fernhalten sollte. Dazu mussten 9200 m³ Felsen bewegt werden, was alleine schon drei Jahre Bautätigkeiten in Anspruch nahm. Nach Abschluss aller Arbeiten, konnten im Mai 1956 die ersten beiden Generatoren in Betrieb genommen und Strom in das Stromnetz des Landes eingespeist werden. Der dritte Generator folgte zwei Monate später und der vierte Generator im letzten Monat des Jahres.
Stand 2020 wird das Kraftwerk von der mehrheitlich im Staatsbesitz befindlichen Firma Mercury NZ Limited, früher Mighty River Power betrieben.

## Absperrbauwerk
Das Absperrbauwerk besteht aus einer aus 270.000 m³ Beton und rund 1000 t verstärkendem Stahl gefertigten Gewichtsstaumauer auf der östlichen Seite und rund 69.000 m³ Erdmaterial, das den Damm an seiner Westseite verstärkt. Die Fundierungsarbeiten des Damm erwiesen sich zunächst als sehr schwierig, da zahlreiche tief gehende Risse im Untergrund, die zudem mit Erde gefüllt waren, die dem Wasserdruck eventuell nicht hätten Stand halten können. So entschied man sich über rund 1800 m Zugangstunnel, die im Gestein als erstes geschaffen wurden, die Risse und Spalten von weichem Erdmaterial zu befreien, um dann mit Zement und Beton den Untergrund zu festigen und abzudichten. Der 28 m hohe Erddamm erstreckt sich über eine Länge von 412 m, bei einer Breite am Fuße des Damms, die bis zu 110 m reicht. Der Betondamm weist hingegen eine Länger  von 337 m auf, ist 56 m hoch und kommt an seiner Basis auf eine Breite von 18 m. Die Krone beider Teile des Absperrbauwerks, über die eine Straße führt, ist in 9,1 m Breite ausgeführt. Vier Druckstollen, mit einem Durchmesser von 5,5 m und einer Länge von 66 m führen das Wasser des Sees zu den Turbinen der Generatoren. Eine 7,62 m breite Hochwasserentlastung wurde westlich des Kraftwerks ausgeführt.

## Kraftwerk
Die Whakamaru Power Station verfügt über eine installierte Leistung von 100 MW und kommt auf eine durchschnittliche Jahresstromerzeugung von rund 486 GWh. Die vier von Francis-Turbinen angetriebenen Generatoren sind für eine Leistung von je 25 MW ausgelegt. Die Turbinen wurden von der Firma Escher Wyss AG geliefert und die Generatoren von General Electric.

## Stausee
Mit der Fertigstellung des Absperrbauwerks wurde das Wasser des Waikato River zum Lake Whakamaru genannten Stausee aufgestaut. Der See, der sich über eine Fläche von 7,4 km² erstreckt, verfügt über ein für die Stromerzeugung nutzbares Volumen von 11,1 Mio. m³ Wasser bei einem variablen Stauziel von 224,35 m bis 226,75 m.